# Krasnopillea, Petrove
Krasnopillea (în ucraineană Краснопілля) este un sat în comuna Cervonokosteantînivka din raionul Petrove, regiunea Kirovohrad, Ucraina.

## Demografie
Componența lingvistică a localității Krasnopillea
     Ucraineană (90,91%)
     Rusă (6,06%)
     Română (2,02%)
     Belarusă (1,01%)
Conform recensământului din 2001, majoritatea populației localității Krasnopillea era vorbitoare de ucraineană (90,91%), existând în minoritate și vorbitori de rusă (6,06%), română (2,02%) și belarusă (1,01%).